# Chó chăn cừu Tatra
Chó chăn cừu Tatra (tiếng Anh: Polish Tatra Sheepdog, tiếng Ba Lan: Owczarek podhalański là một giống chó được đưa vào Dãy núi Tatra của miền Nam Ba Lan.
Chó chăn cừu Tatra chủ yếu được nuôi để bảo vệ vật nuôi. Bản năng của nó, qua hàng trăm năm sinh sản, là để bảo vệ vật nuôi, mặc dù nó dễ dàng được nuôi như một đàn. Nó là một con chó đồng hành tốt cũng như một con chó canh gác. Nó không phải là một con chó nguy hiểm, mà chỉ là đe dọa. Nó sủa rất lớn. Nó không có những tính khí tương tự của các chó núi khác như Kuvasz, Chó núi Pyrenees hay Maremma Sheepdog. Nó ít xa lánh hơn các giống khác, có khuynh hướng gắn kết tốt hơn vào việc nhân giống của chúng và không thuần hóa hoặc thuần chủng như một số người anh em của chúng.
Ở Mỹ, giống chó chăn cừu Tatra được coi là giống hiếm. Nó không được công nhận bởi AKC.

## Lịch sử

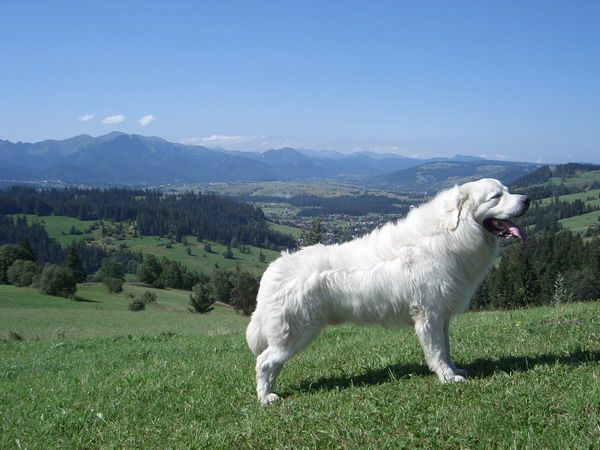

Chó chăn cừu Tatra, đôi khi được gọi là Owczarek Podhalanski hoặc Polish Mountain Sheepdog, có nguồn gốc từ Podhale, ở dãy núi Tatra ở Ba Lan. Loài này đã sống ở vùng núi Polish trong hàng ngàn năm, nhưng không có ghi chép cụ thể về ngày khởi nguồn của giống. Có một bí ẩn tương tự xung quanh những giống đã được lai tạo để tạo ra giống chó chăn cừu Tatra. Trong khi không ai chắc chắn, nhiều nhà lai tạo chó nói rằng giống chó chăn cừu Tatra được lai từ giống Chó ngao Anh. Loài này rất phổ biến trong số các công nhân leo núi trong nhiều thế kỷ, và cho đến ngày nay. Nó rất phổ biến bởi vì, như tên gọi của nó, nó là một con chó chăn cừu tuyệt vời. Thành công này trong việc chăn cừu là chủ yếu do trí thông minh cao của nó. Khi những kẻ săn mồi xung quanh cừu, Chó chăn cừu Tatra sẽ tập hợp những con cừu và đứng cạnh nó thay vì cố gắng tấn công kẻ săn mồi, điều này sẽ khiến con cừu mở ra các cuộc tấn công khác. Bộ lông trắng của nó cũng khiến chúng dễ phân biệt với một con gấu hay con sói. Ngoài ra, chủ của nó có thể cạo lông chó và sử dụng bộ lông của nó để sản xuất len. Ngoài chăn gia súc, Chúng thường được nuôi để canh gác và thường xuyên bảo vệ các nhà máy và tài sản cá nhân khác. Ngày nay, nó thường được lực lượng cảnh sát nuôi. Sau Chiến tranh thế giới, giống này đứng trước nghi cơ bị tuyệt chủng. Tổ chức Giống chó Thế giới, (FCI), sẽ không cho phép điều này xảy ra, vào những năm 1960 họ bắt đầu chăn nuôi chó chăn cừu ngày càng nhiều. Cách đây nhiều thế kỷ, vì danh tiếng của nó là giống chó chăn cừu tuyệt vời lan rộng, giống này lan truyền chậm trên khắp châu Âu, nhưng vào năm 1980, một nhân viên dịch vụ ngoại giao Mỹ đã đưa giống chó này sang Canada.

## Giống chó ngày nay
Mặc dù được sinh sản thường xuyên hơn, giống chó chăn cừu Tatra là một giống rất hiếm. Hiện có khoảng 7500 con chó của giống chó này trên thế giới đã được đăng ký trên http://www.owczarek-podhalanski.eu/. Phần lớn vẫn còn ở Ba Lan, với khoảng 600 con ở đó, còn Mỹ thì khoảng 300 con. Ở các nước châu Âu khác, chẳng hạn như Pháp, giống này đang phát triển phổ biến, như năm 2003 đã có 150 con sinh ở đó. Hà Lan hiện có một doanh nghiệp chăn nuôi đang bùng nổ. Khoảng 150 trong số đó vẫn được sử dụng để chăn gia súc.

## Ngoại hình

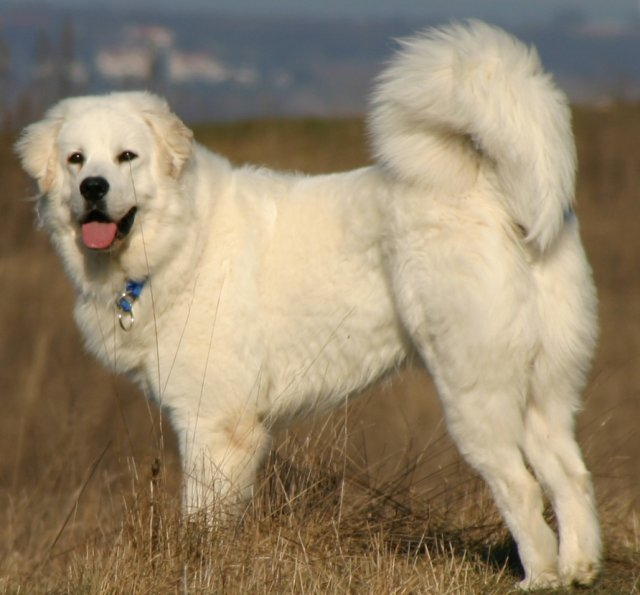
Chó chăn cừu Tatra

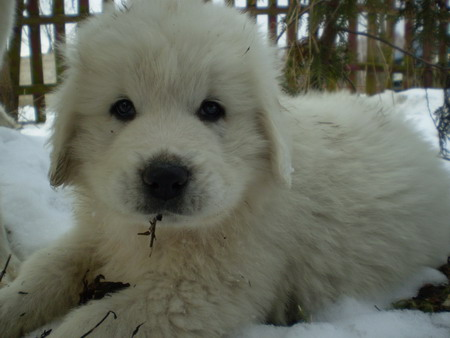
Chó con chăn cừu Tatra

Chiều cao trung bình của con đực là 65–70 cm, trong khi đối với con cái là 60–65 cm. Bộ lông màu trắng tinh khiết có gợn sóng với đầu xoăn.

## Sức khỏe
Chó chăn cừu Tatra nói chung là một con chó rất khỏe mạnh với rất ít rủi ro về sức khỏe. Tuổi thọ trung bình của giống này thường là 10-12 tuổi. Như với hầu hết các giống chó lớn khác, chó chăn cừu Tatra có thể bị sản loạn hông.

## Tập tính
Chó chăn cừu Tatra sẽ không cắn một người lạ hoặc động vật khác trừ khi bị kích động liên tục, khiến nó được coi là rất thân thiện với động vật và chó. Từ hàng ngàn năm bảo vệ cừu, chúng rất thông minh, bình tĩnh và độc lập.

## Chăm sóc
Sau hàng ngàn năm chăn nuôi cừu, chó chăn cừu Tatra có một lượng năng lượng tốt và cần một sân rào lớn để chạy vòng quanh. Nó không phải là một con chó căn hộ tốt vì kích thước và lượng năng lượng của nó. Nó không phải là rất tích cực bên trong, nhưng rất tích cực bên ngoài. Đây là lý do tại sao đi dạo liên tục được khuyến khích. Vào cuối mùa xuân và đầu mùa đông, chó chăn cừu Tatrakhoe lông thú của nó một cách thô bạo, nhưng trong thời gian còn lại của năm nó vẫn sạch sẽ, do lớp tự làm sạch của nó. Ngoài ra, giống chó này không chảy nước dãi. Chó chăn cừu Tatra là rất thông minh, độc lập và cần một bàn tay mạnh mẽ để đào tạo.